# Christian Noyer
Christian Noyer (nacido el 6 de octubre de 1950) es un alto funcionario francés, gobernador del Banco de Francia (2003-2015), y exvicepresidente del Comité Ejecutivo del Banco Central Europeo (1998-2002). En marzo de 2010, Noyer fue nombrado presidente del Banco de Pagos Internacionales.

## Trayectoria
Noyer fue vicepresidente del Banco Central Europeo de 1998 a 2003 (y, por tanto, adjunto de Willem Duisenberg, que fue presidente del BCE de 1998 a 2003).
De 2003 a 2015 fue gobernador de la Banque de France, es decir, director del banco central francés. En marzo de 2010 fue nombrado miembro de la junta directiva del Banco de Pagos Internacionales.
A finales de octubre de 2015, Noyer dejó el cargo por edad; Su sucesor fue François Villeroy de Galhau, designado por el presidente Hollande.
En 2016, recibió la Orden Japonesa Multicolor del Sol Naciente en Cinta.